# Єлань (Байкаловський район)
Єла́нь (рос. Елань) — село у складі Байкаловського району Свердловської області. Входить до складу Краснополянського сільського поселення.
Населення — 1101 особа (2010, 1325 у 2002).
Національний склад населення станом на 2002 рік: росіяни — 99 %.